# William Henry Balmain
William Henry Balmain (* 12. Dezember 1817 in Helgoland; † 15. Januar 1880 in Ventnor) war ein englischer Chemiker.
Balmain war ein Schüler von Edward Turner in London und war bis 1837 dessen Assistent. Danach war er Chemielehrer am Mechanics Institute in Liverpool. Außerdem hatte er eine Fabrik für Chemikalien in St. Helens. In den 1870er Jahren produzierte er Leuchtstoffe auf Calciumsulfid-Basis, die als Balmain-Phosphore bekannt waren.
Er publizierte über Stickstoffverbindungen von Bismut und Silicium.